# Горизонти: Дослідження Всесвіту
Горизонти: Дослідження Всесвіту (англ. Horizons: Exploring the Universe) — підручник з астрономії, авторами якого є Майкл Сідс і Дана Бекман. Цей підручник використовують в деяких коледжах як посібник для вступних курсів астрономії, і станом на 2019 він вже мав 14 видань. Підручник охоплює всі основні поняття в астрономії, від шкали видимих зоряних величин до реліктового випромінювання та гамма-спалахів.

## Відгуки
Генрі Альберс, професор Вассарського коледжу, написав неоднозначну рецензію на перше видання книги. Він похвалив підручник за «точно подану» інформацію, у якій він не міг знайти явних помилок. Альберс виявив, що «діаграми та фотографії досить добре доповнюють текстовий матеріал». Однак він сказав: «Оскільки текст має вступний характер, було б корисно пропустити деякі матеріали; щільність концепцій досить висока». Він виявив, що другий розділ книги містить достатньо змісту, щоб зайняти майже 50 % семестру.
Едвард Олсон, професор Університету Іллінойсу в Урбана-Шампейн, вважає, що друге видання книги було «надзвичайно простим у використанні під час односеместрового нематематичного курсу». Він зауважив, що воно «написано чітким і прямим стилем, який уникає дещо „милуватого“ підходу, властивого деяким сучасним текстам». Л. М. Сельнік'є з Паризької обсерваторії рецензував четверте видання книги. У неоднозначній рецензії він сказав: «Його упаковка відповідає дуже високому стандарту; малюнки чіткі, фотографії точні (і чудово відтворені), текст добре спланований і поданий», але виявив, що «деякі деталі видають ознаки неохайного мислення».